# 邱先通
邱先通（1911年—1975年9月14日），江西省赣州市兴国县高兴镇长迳村人，中国人民解放军将领、中国人民解放军开国少将。
1931年由团转入中国共产党，曾任辽宁军区副政委。1955年，授予中国人民解放军少将，為中国人民政治协商会议第四届全国委员会委员，中国共产党第七次全国代表大会代表。1988年7月被授予中国人民解放军一级红星功勋荣誉章。
1975年9月14日於沈阳军区总医院逝世，享年66岁。